# پیاسکی (شهرستان گنگزنو)
پیاسکی (به لهستانی:  Piaski) یک روستا در لهستان است که در گمینا ویتکووو واقع شده‌است.